# Raymond Edwin Mabus
Raymond Edwin Mabus Junior (Starkville, 11 ottobre 1948) è un politico statunitense.

## Biografia
È stato il ventisettesimo segretario della marina statunitense (United States Department of Defense, 75° in totale) sotto il presidente degli Stati Uniti d'America Barack Obama.
Mabus è stato anche il 60º governatore dello Stato del Mississippi, dal 12 gennaio 1988 al 14 gennaio 1992. Sposatosi con Lynne ha avuto due figlie:
- Elisabeth (nata nel 1990)
- Annie (nata nel 1992)